# Komodomys rintjanus
Komodomys rintjanus is een zoogdier uit de onderfamilie van de muizen en ratten van de Oude Wereld (Murinae) dat voorkomt op Rintja en Padar (tussen Flores en Komodo in Zuidoost-Indonesië). Er zijn fossiele exemplaren bekend uit Flores zelf (3000 tot 4000 jaar oud). Het is de enige soort uit het geslacht Komodomys. Volgens genetische gegevens is K. rintjanus het nauwste verwant aan Bunomys en Rattus timorensis. Oorspronkelijk werd K. rintjanus beschreven als een soort van Rattus, maar daar is dit dier niet bijzonder nauw aan verwant. Waarschijnlijk leeft K. rintjanus op de grond in moessonbossen, waar de grond niet dicht begroeid is.

## Kenmerken
K. rintjanus is een middelgrote rat met een korte staart. De dikke, harde, stekelige rugvacht is geelbruin. De flanken zijn veel donkerder. De witte buikvacht is veel zachter en fijner dan de rugvacht, hoewel er ook wat stekels in zitten. De witte achtervoeten zijn lang en smal. De korte, harige staart is van boven donkerbruin, van onder lichtbruin. Er zitten veel schubben op. De kop-romplengte bedraagt 125 tot 200 mm, de staartlengte 130 tot 160 mm, de achtervoetlengte 31 tot 41 mm en de oorlengte 15 tot 24 mm. Waarschijnlijk hebben vrouwtjes twee postaxillariële, een abdominaal en twee inguïnale paren mammae. Jonge dieren hebben een kortere en zachtere vacht.
Abditomys · 
Abeomelomys · 
Aethomys · 
Anisomys · 
Anonymomys · 
Apodemus · 
Apomys · 
Archboldomys · 
Arvicanthis · 
Baiyankamys · 
Baletemys · 
Bandicota · 
Batomys · 
Berylmys · 
Brassomys · 
Bullimus · 
Bunomys · 
Canariomys · 
Carpomys · 
Chingawaemys · 
Chiromyscus · 
Chiropodomys · 
Chiruromys · 
Chrotomys · 
Coccymys · 
Colomys · 
Congomys · 
Conilurus · 
Coryphomys · 
Crateromys · 
Cremnomys · 
Crossomys · 
Crunomys · 
Dacnomys · 
Dasymys · 
Dephomys · 
Desmomys · 
Diomys · 
Diplothrix · 
Echiothrix · 
Eropeplus · 
Frateromys · 
Golunda · 
Gracilimus · 
Grammomys · 
Hadromys · 
Haeromys · 
Halmaheramys · 
Hapalomys · 
Heimyscus · 
Hybomys · 
Hydromys · 
Hylomyscus · 
Hyomys · 
Hyorhinomys · 
Kadarsanomys · 
Komodomys · 
Lamottemys · 
Leggadina · 
Lemniscomys · 
Lenomys · 
Lenothrix · 
Leopoldamys · 
Leporillus · 
Leptomys · 
Limnomys · 
Lorentzimys · 
Macruromys · 
Madromys ·
Malacomys · 
Mallomys · 
Malpaisomys · 
Mammelomys · 
Margaretamys · 
Mastacomys · 
Mastomys · 
Maxomys · 
Melasmothrix · 
Melomys · 
Mesembriomys ·
Micaelamys · 
Microhydromys · 
Micromys · 
Millardia · 
Mirzamys · 
Montemys · 
Mus · 
Musseromys · 
Mylomys · 
Myomyscus · 
Nesokia · 
Nilopegamys · 
Niviventer · 
Notomys · 
Ochromyscus · 
Oenomys ·
Otomys · 
Palawanomys · 
Papagomys · 
Parahydromys · 
Paraleptomys · 
Paramelomys · 
Parotomys · 
Paucidentomys · 
Paulamys · 
Pelomys · 
Phloeomys · 
Pithecheir · 
Pithecheirops · 
Pogonomelomys · 
Pogonomys · 
Praomys · 
Protochromys · 
Pseudohydromys · 
Pseudomys · 
Rattus · 
Rhabdomys · 
Rhynchomys · 
Saxatilomys ·
Serengetimys ·
Solomys · 
Sommeromys · 
Soricomys · 
Spelaeomys · 
Srilankamys · 
Stenocephalemys · 
Stochomys · 
Sundamys · 
Taeromys · 
Tarsomys · 
Tateomys · 
Thallomys · 
Thamnomys · 
Tokudaia · 
Tonkinomys ·
Tryphomys · 
Typomys · 
Uromys · 
Vandeleuria · 
Vernaya · 
Xenuromys · 
Xeromys · 
Zelotomys · 
Zyzomys